# Criorhina portschinskyi
Criorhina portschinskyi är en tvåvingeart som först beskrevs av Stackelberg 1955.  Criorhina portschinskyi ingår i släktet pälsblomflugor, och familjen blomflugor.
Artens utbredningsområde är Armenien. Inga underarter finns listade i Catalogue of Life.